# Bachelors Of Science
Bachelors Of Science ist ein britisch-US-amerikanisches Drum-and-Bass-Trio, bestehend aus Phil „Rene“ Collis, Chris Doe (DJ Fokus) und Lukeino Argilla.

## Bandgeschichte
Ursprünglich aus dem Vereinigten Königreich, trafen sich beide im Jahr 2000 in San Francisco, Kalifornien, legten zusammen bei Top-DJs wie Basement Jaxx, DJ Marky, Reid Speed, Brian Gee, Bailey, LTJ Bukem, Grooverider, Annie Mac, High Contrast, Doc Scott, DJ Flight, Alix Perez, sowie diversen anderen Interpreten auf und schlossen sich 2006 zu einer professionellen Band zusammen. Sie wurden innerhalb kürzester Zeit ein Underground-Top-Act im Bereich des Drum and Bass. Ihr Debütalbum Science Fiction beim Label Horizons Music wurde 2008 veröffentlicht. 2009 erhielten Bachelors Of Science für den Apex (William Stanberry) Remix „Strings Track“ als Best Drum and Bass Track den Beatport Award. Das Duo spezialisiert sich hauptsächlich auf das Subgenre Liquid Funk. Derzeit haben sie seit ihrem bestehen drei Alben (alle bei Horizons Music), elf Singles, sowie diverse Remixe veröffentlicht. Sie traten unter anderem auf der Loveparade, im Ministry of Sound, im Hospitality, beim Burning Man, beim BBC Radio und dem Wereld Muziek Concours auf.

## Diskografie

### Alben
- Science Fiction (Horizons Music, 2008)
- Remixes Vol 1 (Horizons Music, 2009)
- Warehouse Dayz (Horizons Music, 2010)
- The Space Between (Code Recordings, 2015)
- Within This Moment (Code Recordings, 2022)

### Singles
- The Pressure (2006)
- Rhodes Ahead (2006)
- Jah No Dead (2006)
- Stages (Commix Remix) / Wicked Ways (2006)
- Science Fiction LP Sampler (2007)
- Ask You Why / Jah No Dead (Atlantic Connections Remix) (2008)
- Strings Track (Apex Remix) (2008)
- Song For Lovers / Spanish Sun (Bungle Remix) (2009)
- Song For Lovers (Lynx Remix) / Match Point (2009)
- Warehouse Dayz LP Sampler (2010)
- Pakistan Flood Relief EP (2010)
- Beast / Morning Sun (2012)
- Beats Still Own The Rhythm (2014)
- Don’t Hold Back / Cartier (2014)

### Remixe
- Seastick Steve – The Jungle (2009)
- Death Cab For Cutie – Brothers On A Hotel Bed (2009)
- The XX – Infinity (2010)
- Robyn – None Of Dem (2010)
- Home Video – Every Love That Ever Was (2011)
- Silver Swans – Best Friend in Love (2011)